# Bernard Arnault
Bernard Arnault (n. 5 martie 1949) este un om de afaceri francez, cunoscut pentru că este președintele consiliului de administrație al conglomeratului francez LVMH.. 
Bernard Arnault s-a născut la Roubaix, și a absolvit cu grad de inginer universitatea École Polytechnique în anul 1971 (X1969).

## Bernard Arnault: Povestea unui Pianist în Spatele Succesului
Bernard Arnault este, de asemenea, un pianist talentat. A început să ia lecții de pian în copilărie, influențat de pasiunea mamei sale pentru muzică. 
De-a lungul anilor, Arnault a continuat să-și cultive această pasiune, considerând muzica o modalitate de relaxare și deconectare de la responsabilitățile sale de afaceri. 
Pianul a jucat un rol semnificativ și în viața sa personală. În 1989, la o cină, a cunoscut-o pe pianista canadiană Hélène Mercier. Pentru a o impresiona, Arnault a interpretat piese de Chopin și alți compozitori clasici, în ciuda emoțiilor sale evidente. Acest gest a contribuit la consolidarea relației lor, cei doi căsătorindu-se în 1991. 
În familie, muzica ocupă un loc important. Doi dintre fiii săi, Alexandre și Frédéric, sunt pianiști talentați, capabili să interpreteze lucrări complexe la nivel de concert. Bernard Arnault a susținut concerte alături de soția sa, Hélène Mercier, și de fiul său, Frédéric, interpretând, de exemplu, Concertul pentru trei piane nr. 7 de Mozart. 
Pentru Arnault, muzica reprezintă o sursă de inspirație și o modalitate de a-și exersa disciplina și concentrarea, trăsături esențiale atât în arta interpretativă, cât și în lumea afacerilor.

## Afaceri
Arnault deține 51% din LVMH (Moët Hennessy Louis Vuitton), împreună cu Christian Dior SA. Arnault este directorul și președintele consiliului de administrație al ambelor companii.
Fiica sa Delphine Arnault este implicată activ în administrarea LVMH.
Arnault a fost proprietarul casei de licitații Phillips de Pury & Company între anii 1999 și 2003.

## Competitori
Principalii competitori ai lui Arnault sunt:
- omul de afaceri francez François Pinault, al cărui holding de companii PPR deține Gucci, Yves Saint Laurent, Alexander McQueen, Stella McCartney, Sergio Rossi, Bottega Veneta, Boucheron, Roger & Gallet, Bédat & Co și Christie's.

- Compania elvețiană Richemont, care deține Cartier, Van Cleef & Arpels, Piaget, Baume et Mercier, IWC, Jaeger LeCoultre, A. Lange & Söhne, Officine Panerai, Vacheron Constantin, Dunhill, Lancel, Montblanc, Montegrappa, Old England, Purdey, Chloé și Shanghai Tang.

## Mecenat
În anul 2019, a doua zi după incendiul care a afectat Catedrala Notre Dame din Paris, Arnault a anunțat transferul imediat al sumei de 200 de milioane de euro pentru reconstrucția monumentului.